# Historias de la televisión
Historias de la televisión és una pel·lícula espanyola dirigida per José Luis Sáenz de Heredia en 1965.

## Argument
Inspirada en la pel·lícula del mateix director Historias de la radio, encara que sense aconseguir el seu grau de qualitat, narra les peripècies de Felipe i Katy. Felipe (Tony Leblanc) és el fill del guàrdia d'un zoològic i perpetu concursant televisiu. Katy (Concha Velasco) vol triomfar en el món de la música, però abans ha de donar-se a conèixer i aconseguir la popularitat. Tots dos es veuran enfrontats en un concurs de la tele.
En la pel·lícula pot sentir-se la famosíssima cançó La chica ye-yé, escrita per Luis Aguilé, interpretada per Concha Velasco.

## Repartiment
- Concha Velasco – Katy
- Tony Leblanc - Felipe Carrasco
- José Luis López Vázquez - Eladio
- Antonio Garisa - Don Marcelino
- Alfredo Landa - Antonio Parrondo y Carnicero, promès de Katy
- José Calvo - Ramón Valladares
- José Alfayate - Faustino Carrasco
- Manuel Alexandre – Tècnic de TV
- José Luis Coll - Afrodisio Rincón, participant en concurs de TV
- Paco Morán - Agustín Cañizo, concursant escaiolat
- Luchy Soto - Monja #2
- Rafaela Aparicio - Criada de Don Marcelino
- Gracita Morales - Esposa embarassada d'Eladio
- Guadalupe Muñoz Sampedro - Sogra d'Eladio
- Margot Cottens - Monja recepcionista de l'hospital
- Erasmo Pascual - Netejabotes
- Jesús Guzmán - Percussionista
- José María Caffarel - Directiu de Relojes Radiant